# City of Salisbury
City of Salisbury – jednostka samorządowa wchodząca w skład aglomeracji Adelaide. Salisbury zamieszkuje 118422 mieszkańców (dane z 2006), powierzchnia wynosi 158,1 km². Siedziba Rady Miejskiej znajduje się w CBD w dzielnicy Salisbury.

## Dzielnice

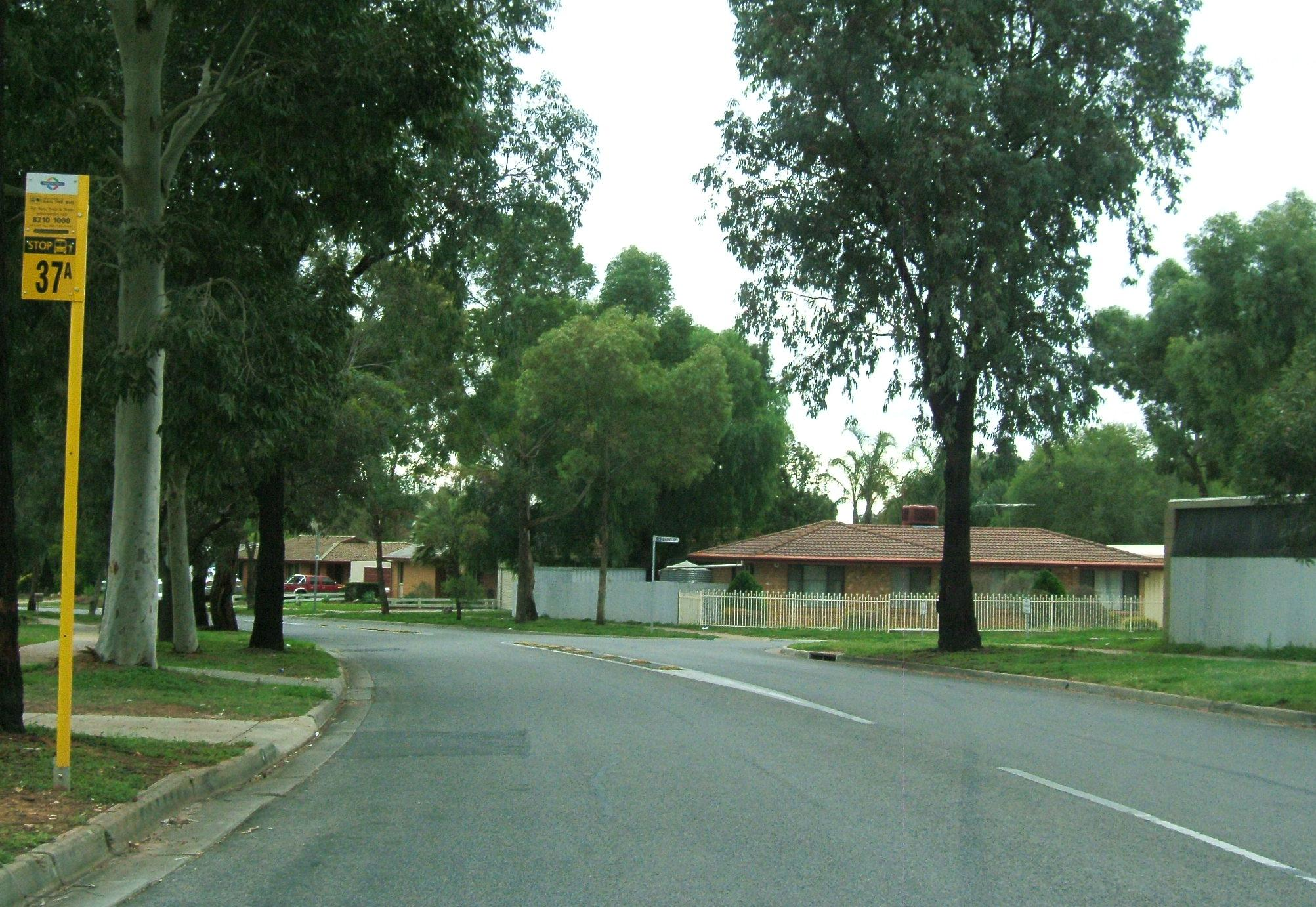
Pooraka.

W nawiasach podany jest kod pocztowy.
- Bolivar (5110)
- Brahma Lodge (5109)
- Burton (5110)
- Cavan (5094)
- Dry Creek (5094)
- Direk (5110)
- Edinburgh (5111)
- Elizabeth Vale (5112)
- Globe Derby Park (5110)
- Greenfields (5107)
- Gulfview Heights (5096)
- Ingle Farm (5098)
- Mawson Lakes (5095)
- Parafield (5106)
- Parafield Gardens (5107)
- Paralowie (5108)
- Para Hills (5096)
- Para Hills West (5096)
- Para Vista (5093)
- Pooraka (5095)
- Salisbury (5108)
- Salisbury Downs (5108)
- Salisbury East (5109)
- Salisbury Heights (5109)
- Salisbury North (5108)
- Salisbury Park (5109)
- Salisbury Plain (5109)
- Salisbury South (5106)
- St. Kilda (5110)
- Valley View (5093)
- Walkley Heights (5098)
- Waterloo Corner (5110)